# Sordello da Goito
Sordello da Goito (in occitano Sordel; Goito, primo decennio XIII secolo – Abruzzo, ante 30 agosto 1269) è stato un poeta, trovatore e giullare italiano.

## Biografia
Sordello da Goito fu uno dei più importanti trovatori italiani; adottò la lingua d'oc per i suoi testi. Incerta è la sua data di nascita, che è da porsi agli inizi del XIII secolo. Nato presumibilmente a Corte Sereno da una famiglia di piccola nobiltà essendo il padre miles presso il Castello di Goito, la sua vita, trascorsa nelle più note corti d'Europa, fu movimentata e intensa. In gioventù, come si può dedurre dal suo più antico componimento, uno scambio di strofe (coblas in provenzale) con Aimeric de Peguilhan, fu un giullare.
Dopo il periodo trascorso a Ferrara tra il 1220 e il 1221 presso la corte di Azzo VII d'Este, ove conobbe Rambertino Buvalelli che gli fece da maestro per i primi rudimenti dell'arte poetica, Sordello si spostò a Verona dal conte Riccardo di Sambonifacio: risalgono a tale periodo, anno 1225, i partimens con Guilhem de la Tor nei quali porta a difesa le tesi dell'amor cortese.
Nel 1226, sempre a Verona, fu a capo della spedizione per sottrarre a Riccardo di Sambonifacio la moglie Cunizza da Romano su ordine dei fratelli della donna, Ezzelino III ed Alberico da Romano.

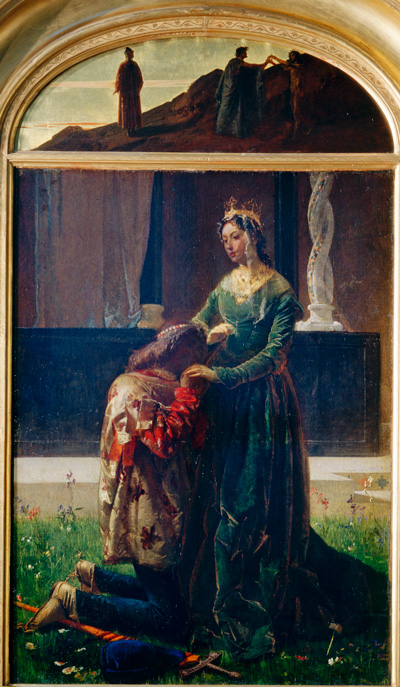
Federico Faruffini, Sordello e Cunizza, Milano, Pinacoteca di Brera

Aveva nel frattempo sposato Otta degli Strasso, una nobildonna di Ceneda, quando nel 1229 lasciò la corte dei Da Romano per recarsi, in seguito a varie vicende politiche, in Spagna, Portogallo e Provenza, dove dal conte Raimondo Berengario IV fu insignito della nomina di cavaliere e ricevette in dono alcuni feudi.
Nel 1245 morì Raimondo Berengario IV e Sordello rimase con il suo erede Carlo I d'Angiò fino al 1265, quando, al suo seguito, fece ritorno in Italia, dove nel 1269 ricevette in dono da questi alcuni feudi in Abruzzo (Civitaquana, Monteodorisio, Paglieta e Palena) e quivi morì probabilmente nello stesso anno.
Restano di lui 42 liriche di vari argomenti, con presenza sia del tema amoroso che del tema politico, e un poemetto didascalico, Ensenhamen d'onor (Precetti d'onore). Il suo testo più famoso è il Compianto in morte di ser Blacatz, elogio funebre a un signore provenzale protettore dei trovatori, scritto intorno al 1237 con stile satirico.
La fama di Sordello da Goito è dovuta principalmente al ritratto che poeticamente Dante Alighieri ne delineò nei canti VI, VII e VIII del Purgatorio. Ed è proprio Sordello che, col suo spontaneo scambio di abbracci con Virgilio («io son Sordello della tua terra»), offre al poeta lo spunto per la celebre invettiva «Ahi, serva Italia» contenuta nel VI canto del Purgatorio.
È stato fonte di ispirazione per Robert Browning in Sordello e per Oscar Wilde nel poema Amor Intellectualis, oltre ad essere stato menzionato da Samuel Beckett sia in Malloy che in Malone muore, da Ezra Pound nel poema non terminato The Cantos e da Roberto Bolaño in Notturno cileno del 2000; infine è stato menzionato assieme a Dante da Robert Shea ne Il pirata del 1989.

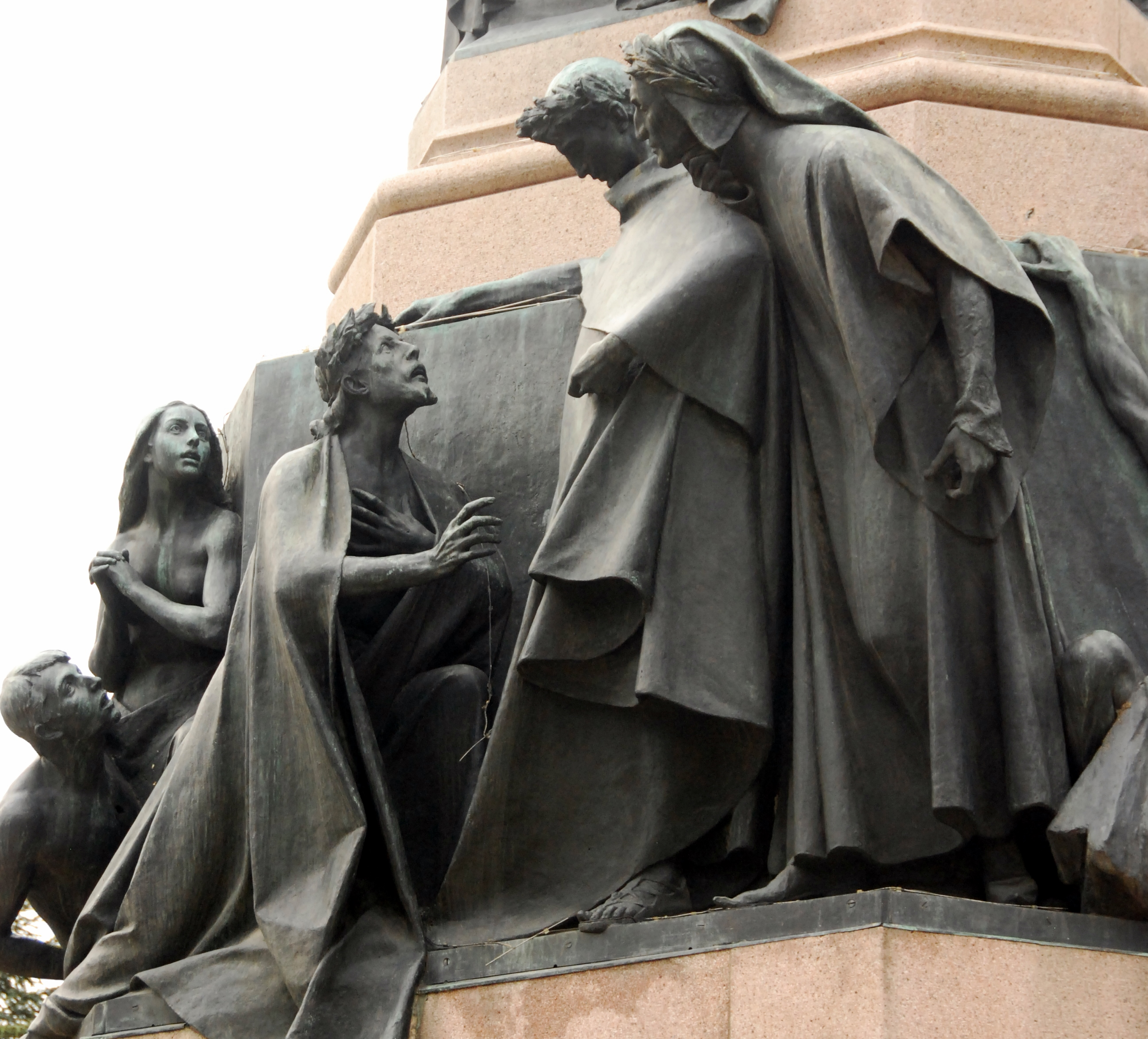
L'incontro di Dante e Virgilio con Sordello nel Purgatorio, particolare del Monumento a Dante a Trento realizzato dallo scultore fiorentino Cesare Zocchi nel 1896

A Mantova gli è stata intitolata una piazza, a Monteodorisio un auditorium.